# Mixenden
Mixenden – wieś w Anglii, w hrabstwie ceremonialnym West Yorkshire, w dystrykcie metropolitalnym Calderdale. Leży 24 km na zachód od miasta Leeds i 278 km na północny zachód od Londynu. Miejscowość liczy 2922 mieszkańców.